# Baixian, Zhejiang
Baixian (kinesiska: 白岘, 访贤, 白岘乡) är en socken i Kina. Den ligger i provinsen Zhejiang, i den östra delen av landet, omkring 110 kilometer nordväst om provinshuvudstaden Hangzhou. Antalet invånare är 9 608. Befolkningen består av 4 747 kvinnor och 4 861 män. Barn under 15 år utgör 12,0 %, vuxna 15-64 år 74 %, och äldre över 65 år 12,0 %.
Runt Baixian är det tätbefolkat, med 286 invånare per kvadratkilometer. Närmaste större samhälle är Xinhang, 13,0 km väster om Baixian. Trakten runt Baixian består till största delen av jordbruksmark.
Genomsnittlig årsnederbörd är 1 542 millimeter. Den regnigaste månaden är juli, med i genomsnitt 268 mm nederbörd, och den torraste är december, med 50 mm nederbörd.